# Wałbrzych

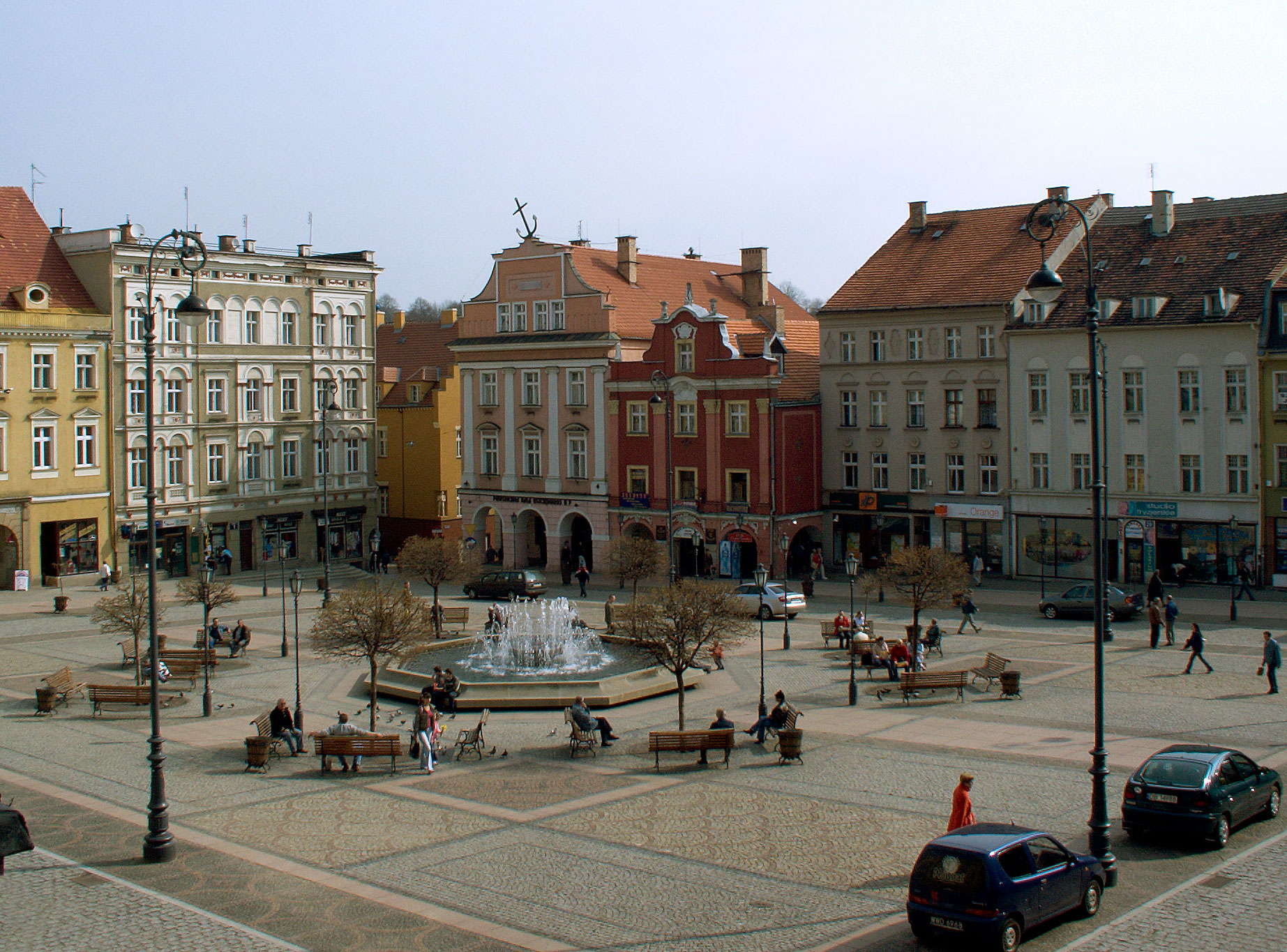
Marktplein

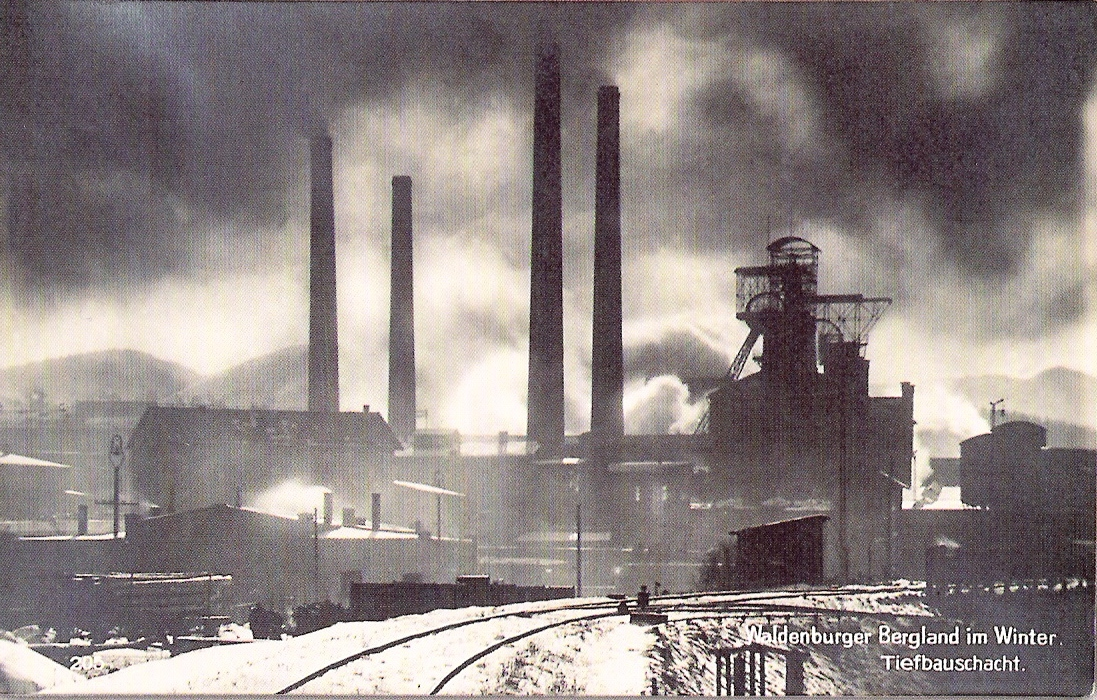
Kolenindustrie in 1926

Wałbrzych ([ˈvawbʒɨx]ⓘ; Duits: Waldenburg) is een stad in het Poolse woiwodschap Neder-Silezië. De stad is de zetel van de powiat Wałbrzyski, waartoe het zelf niet behoort. De oppervlakte bedraagt 84,79 km², het inwonertal 127.566 (2005). Tot 1945 behoorde de stad als Waldenburg tot Duitsland. De stad wordt genoemd als locatie van een vermeende goudtrein die de nazi's zouden hebben  verstopt. 

## Geschiedenis
Het bosgebied Grenzwald (tussen Silezië en Bohemen) waarop ook Waldenburg verrees, werd in de late dertiende eeuw onder hertog Bolko I van Schweidnitz gerooid en gecultiveerd door Duitse boeren en ambachtslieden. Waldenburg werd als Waldenberc in 1305 voor het eerst vermeld en kreeg zogenaamd Duits stadsrecht. De stad was in het bezit van de dynastie der Piasten, die in de buurt slot Fürstenstein (sinds 1945 in het Pools: Książ) bouwden. De stad kwam met Neder-Silezië aan het koninkrijk Bohemen, vervolgens aan Oostenrijk en na de Silezische Oorlogen in 1738 aan het koninkrijk Pruisen. De lutherse meerderheid van de bevolking mocht sindsdien haar eigen kerken en scholen oprichten. Met Pruisen werd de stad in 1871 opgenomen in het Duitse Rijk. 
Als heren van Waldenburg golden achtereenvolgens het geslacht von Neuhaus, sinds 1682 het geslacht von Czettritz, in 1738 opgevolgd door de graven von Hochberg die resideerden op Schloss Fürstenstein. 
Gedurende de Dertigjarige Oorlog werd het gebied verwoest en deels ontvolkt. Mijnbouw (lood, zilver, later vooral steenkool), begonnen in de veertiende eeuw, werden toen onderbroken, maar vanaf de Industriële revolutie groeide de stad uit tot een belangrijk industrieel centrum. Dat bracht ook spanningen door de slechte arbeidsomstandigheden met zich mee, vooral in het revolutiejaar 1848. In het conservatieve Silezië was Waldenburg al vroeg een centrum van de Duitse socialistische partij (SPD).
Het nationaalsocialistische regime bouwde nabij Waldenburg in 1941 het werk- en concentratiekamp Groß-Rosen. De Duitse oorspronkelijke bevolking vluchtte begin 1945 voor de komst van de Sovjettroepen het gebergte in, en werd na terugkeer in twee jaar tijd grotendeels verdreven. De stad en de provincie Neder-Silezië waren in 1945 deel geworden van de Volksrepubliek Polen. Een aantal Duitse vaklieden moesten met hun gezinnen achterblijven om de industrie aan de gang te houden. Deze minderheid mocht tot haar uitwijzing culturele verenigingen en scholen behouden, waar dat elders in Polen verboden was. In 1960 vertrokken de laatste oorspronkelijke inwoners uit het gebied naar Duitsland. 
De nieuwe Poolse naam Wałbrzych is gemodelleerd naar de naam in het Silezisch Duitse dialect, die Walmbrich luidde.
Sinds het sluiten van de mijnen in de jaren 1990 concentreert de economie zich op de productie van onder meer textiel, chemicaliën en keramiek.

## Bezienswaardigheden
Wałbrzych geldt door zijn industriële karakter en verwaarlozing van de monumenten na 1945 niet als een topattractie. De oude stad was grotendeels 19de-eeuws en daarvan zijn aanzienlijke delen behouden gebleven omdat de Polen het economisch herstel van het gebied niet wilden belemmeren met  verwoesting en afbraak die de meeste Silezische steden wel moesten ondergaan. Het oudste gebouw van de stad is de Mariakerk (Marienkirche), waarvan de huidige versie uit 1714 stamt. Verder kent de stad een bezienswaardig in 1997-1999 gerenoveerd marktplein en een neogotisch raadhuis uit 1855. Bij Wałbrzych ligt Schloß Fürstenstein (Książ), het op twee na grootste slot van het huidige Polen.

## Sport
In het vooroorlogse voetbal behoorde Waldenburger SV 09 van 1920 tot 1933 tot de topklasse. Na de invoering van de Gauliga in 1933 verdween de club van het hoogste niveau. Ook FC Sportfreunde 1920 Waldenburg speelde een tijdje in de hoogste klasse. 
Nadat Waldenburg Pools geworden was werden Zagłębie Wałbrzych en Górnik Wałbrzych opgericht. Beide clubs speelden zes seizoenen in de Ekstraklasa. Zagłębie van 1968 tot 1974 en Górnik van 1983 tot 1989.
Wałbrzych was in 2004 gastheer van de Europese kampioenschappen mountainbike.

## Geboren in Wałbrzych/Waldenburg
- Abraham Robinson (1918-1974), Duits wiskundige
- Klaus Töpfer (1938), Duits politicus
- Krzesimir Dębski (1953),  Pools componist, dirigent en jazzviolist
- Włodzimierz Ciołek (1956), Pools voetballer
- Dariusz Baranowski (1972), Pools wielrenner
- Roman Magdziarczyk (1977), Pools snelwandelaar
- Igor Łasicki (1995), Pools voetballer

## Partnersteden
- Dnipro, Oekraïne
- Foggia, Italië
- Freiberg, Duitsland
- Gżira, Malta
- Hradec Králové, Tsjechië
- Jastarnia, Polen
- Toela, Rusland
- Vannes, Frankrijk

Stadsdistricten:
Wrocław · Jelenia Góra · Legnica · Wałbrzych

Districten:
Bolesławiec · Dzierżoniów · Głogów · Góra · Jawor · Kamienna Góra · Karkonosze · Kłodzko · Legnica · Lubań · Lubin · Lwówek Śląski · Milicz · Oleśnica · Oława · Polkowice · Środa Śląska · Strzelin · Świdnica · Trzebnica · Wałbrzych · Wołów · Wrocław · Ząbkowice Śląskie · Zgorzelec · Złotoryja

Grootste steden:
Bielawa · Bolesławiec · Dzierżoniów · Głogów · Jelenia Góra · Legnica · Lubin · Oleśnica · Świdnica · Wałbrzych · Wrocław · Zgorzelec